# UGC 4879
UGC 4879 è una galassia nana irregolare, isolata, situata in direzione della costellazione dell'Orsa Maggiore alla distanza di circa 4 milioni di anni luce. 
La spettroscopia a bassa risoluzione ha fornito velocità contrastanti per le varie componenti della galassia, suggerendo pertanto la presenza di un disco circumstellare. Vi è anche l'evidenza della presenza di materia oscura. Il suo vicino più prossimo è la galassia Leo A che si trova ad una distanza di 1,6 milioni di anni luce.
UGC 4879 è un tipo di galassia di transizione (rs), priva di anelli. Inoltre è una galassia sferoidale (dSph), quindi con una bassa luminosità. Il massimo dell'attività di formazione stellare è avvenuto nei primi 4 miliardi di anni. Ha un minimo o del tutto assente quantitativo di gas e polvere, e non si assiste ad eventi di recente formazione stellare. È anche una galassia irregolare, cioè senza una specifica morfologia.